# L'inquietudine
(Nek, L'inquietudine)
L'inquietudine è il terzo singolo estratto dall'album Una parte di me del cantante Nek. Il testo è di Antonello de Sanctis e la musica di Sergio Vinci.

## Video
Il video musicale del brano è stato girato sulle Alpi Graie innevate. L'artista svolge una passeggiata tra gli alberi, quando incontra un lupo: tra i due non c'è timore ma empatia e rispetto, e nell'atmosfera avvolgente del basso bosco entrambi si muovono piano e agilmente. Dopo questa esperienza, Nek accende la sua auto e riprende a girare le vette immerso nel candore della neve.
L'idea e la regia del video sono state affidate nuovamente a Fabio Jansen.

## Formazione
- Nek - voce, cori
- Emiliano Fantuzzi - chitarra acustica, chitarra elettrica
- Massimo Varini - chitarra elettrica, cori
- Cesare Chiodo - basso
- Alfredo Golino - batteria
- Max Costa - percussioni, programmazione

## Tracce
Download digitale
1. L'inquietudine – 3:26
2. La inquietud – 3:26 (versione in spagnolo)